# Bitva za Sevastopol
Bitva za Sevastopol (russisk: Битва за Севастополь, da.: Slaget om Sevastopol) er en russisk-ukrainsk spillefilm fra 2015 af Sergej Mokritskij.

## Medvirkende
- Julija Peresild – Ljudmila Pavlitjenko
- Jevgenij Tsyganov – Leonid Kitsenko
- Oleg Vasilkov – Makarov
- Nikita Tarasov – Boris Tjopak
- Joan Blackham – Eleanor Roosevelt
- Sergej Puskepalis